# Ornamentsbildhuggeri
Ornamentsbildhuggeri är ett hantverk där man åstadkommer ornamental skulptur till byggnaders eller fartygs ut- eller invändiga utsmyckning eller inom möbelkonsten att forma och skära ut figurer och ornament. Olika arbetsmaterial inkluderar trä, elfenben, silver, porslin, gips med mer och arbetsmoment förutom huggning var exempelvis skärning, drivning och modellering.
Ornamentskulptören måste förutom smak, stilkunskap, utvecklad känsla för formen och skicklighet i handen också äga fantasi, kombinerings- och omväxlingsförmåga samt noggrann kännedom om olika materials olika karaktär, fordringar och behandlingssätt.
Hantverket hade stor omfattning och betydelse fram till början av 1900-talet då det i stor utsträckning kom att ersättas med mer maskinella metoder.

## Ornamentsbildhuggare i urval
- Mårten Redtmer (15??-16??)
- Hans Clausink (15??-16??)
- Johan Didrichson Tijsen (eller Thessen) (15??-16??)
- Marcus Ledens (15??-16??)
- Hindrik Schüttz (16??-1701)
- Jakob Waldau (16??-17??)
- Burchard Precht (1651-1758)
- Jacques Adrien Masreliez (1717-1806)
- Johan Törnström (1744-1828)
- Per Ljung (1747-1819)
- Jean Baptiste Masreliez (1753-1801)
- Axel Magnus Fahlcrantz (1780-1854)
- Emanuel Törnström  (1798-1833)
- Carl Ahlborn (1813-1895)
- Henrik Nerpin (1834-1908)